# Кулики (Хорольский район)
Кулики (укр. Кулики) — село,
Трубайцовский сельский совет,
Хорольский район,
Полтавская область,
Украина.
Код КОАТУУ — 5324886205. Население по переписи 2001 года составляло 92 человека.

## Географическое положение
Село Кулики находится на левом берегу реки Хорол,
выше по течению на расстоянии в 1,5 км расположено село Трубайцы,
ниже по течению на расстоянии в 2,5 км расположено село Болбасовка,
на противоположном берегу — село Еньки.
Река в этом месте извилистая, образует лиманы, старицы и заболоченные озёра.

## История
Кулики образованы после 1945 года из поселений: Кулики, Красный Кут (Прекрасный Кут) и Петривка.